# Campeonato NCAA de Voleibol Feminino
O Campeonato NCAA de Voleibol Feminino é a principal competição de universidade de voleibol feminino dos Estados Unidos da América. O torneio é organizado pela National Collegiate Athletic Association (NCAA) desde a temporada 1981/82. 
Devido à não existência de uma liga profissional nos Estados Unidos da América, esta competição assume o papel de principal vitrine do voleibol local, tendo revelado inúmeras jogadoras para a seleção nacional estadunidense-americana ao longo de sua história.
A equipe da Stanford University é a maior, e atual, campeã.

## Lista de campeões

### Por universidade
| Equipe                         | Campeão |
| ------------------------------ | ------- |
| Stanford University            | 9       |
| Penn State University          | 7       |
| Nebraska University            | 5       |
| University of California, LA   | 4       |
| Long Beach State University    | 3       |
| Southern California University | 3       |
| Hawaii University              | 3       |
| University of the Pacific      | 2       |
| Texas University               | 2       |
| Washington University          | 1       |

### Por estado
| Equipe      | Campeão |
| ----------- | ------- |
| Califórnia  | 21      |
| Pensilvânia | 7       |
| Nebrasca    | 5       |
| Havaí       | 3       |
| Texas       | 2       |
| Washington  | 1       |